# Ирска на Европском првенству у атлетици на отвореном 1954.
Ирска је учествовала на 5. Европском првенству у атлетици на отвореном 1954. одржаном у Београду од 25. до 29. августа. Ово је било 2. европско првенство у атлетици на отвореном на којем је Ирска учествовала. Репрезентацију Ирске представљала су 3 такмичара који су се такмичили у три дисциплине.
На овом првенству представници Ирске нису освојили ниједну медаљу али је оборен један национални рекорд. У табели успешности према броју и пласману такмичара који су учествовали у финалним такмичењима (првих 8 такмичара) Ирска је са 2 учесника у финалу заузела .. место са .. бодова.

## Учесници
Мушкарци:
- Рон Делани — 800 м
- Еамон Кинсела — 110 м препоне
- Брендан О'Рајли — Скок увис

## Резултати

### Мушкарци
| Атлетичар       | Дисциплина    | Лични рекорд | Квалификације | Квалификације | Полуфинале    | Полуфинале | Финале               | Финале      | Детаљи   |
| Атлетичар       | Дисциплина    | Лични рекорд | Резултат      | Место         | Резултат      | Место      | Резултат             | Место       | Детаљи   |
| --------------- | ------------- | ------------ | ------------- | ------------- | ------------- | ---------- | -------------------- | ----------- | -------- |
| Рон Делани      | 800 м         |              | 1:51,8 КВ     | 2. у гр. 4    | 1:50,2 КВ, НР | 2. у гр. 1 | 2:03,5               | 8 / 23 (24) | стр 378. |
| Еамон Кинсела   | 110 м препоне |              | 14,9 КВ       | 3. у гр. 3    | 14,7 КВ       | 3. у гр. 1 | 14,7                 | 5 / 22      | стр 379. |
| Брендан О'Рајли | Скок увис     |              | 1,85 ЛРС      | 15.           |               |            | Није се квалификовао | 15 / 18     | стр 379. |